# La capra (film)
La capra (La chèvre) è un film del 1981 di Francis Veber, interpretato da Gérard Depardieu e Pierre Richard.
Nel gergo parigino, chèvre sta per goffaggine che genera sfortuna. Come per numerose pellicole francesi di successo, il cinema americano ha realizzato un remake, dal titolo È tutta fortuna, diretto da Nadia Tass ed interpretato da Martin Short e Danny Glover.

## Trama
Marie è una giovane maldestra e sfortunatissima in vacanza in Messico, la quale scampa fortunosamente a un sequestro e se ne perdono le tracce, in quanto colpita alla testa da una palanca rimanendo in stato confusionale. Suo padre, un noto industriale, ingaggia dapprima il detective Campana, quindi un suo dipendente, il ragionier Perrin, il quale ha la particolarissima caratteristica di attirarsi ogni sventura, proprio come la ragazza. Uno psichiatra è infatti convinto che l'affinità tra i due possa produrre una concatenazione di eventi che li porterebbero inevitabilmente ad incontrarsi. Il viaggio è irto di incidenti divertenti e surreali fino al miracolo del ricongiungimento finale secondo un antico adagio, presso una missione nella jungla messicana dove ella è ricoverata. Il lieto fine è destinato presto a scemare, ritrovandosi i due su una sorta di zattera alla deriva sul fiume il quale porta a una cascata.

## Storie correlate
Il film è tristemente noto in Italia per due tragedie accadute nelle rispettive sale cinematografiche dove il film era in programmazione, ovvero a Napoli e a Torino, nell'Incendio del Cinema Statuto.
Nella prima, durante la ressa per l'acquisto del biglietto, al fine di scavalcare la fila, uno sconsiderato avrebbe gridato al terremoto, causando il panico tra gli avventori, memori del recente sisma del novembre 1980. L'incidente causò due vittime per schiacciamento. 
La seconda tragedia si verificó a Torino, dove un incendio divampó all’interno del Cinema Statuto. Le uscite di sicurezza erano state bloccate dal gestore per impedire l’ingresso di persone senza biglietto, lasciando gli spettatori intrappolati nella sala. L’incidente causó la morte di 64 persone, per lo più asfissiate dal fumo tossico.